# Cancelliere ombra dello Scacchiere
Il Cancelliere ombra dello Scacchiere (in inglese: Shadow Chancellor of the Exchequer) nel sistema parlamentare britannico è il membro del gabinetto ombra del Regno Unito che esamina l'attività del Cancelliere dello Scacchiere. Il Cancelliere ombra non ha alcun ruolo costituzionale.
L'attuale Cancelliere ombra è Jeremy Hunt, che ricopre la carica dall'8 luglio 2024.
Il nome della posizione ha una storia mista. È usato per designare il principale portavoce economico dell'Opposizione, sebbene alcuni gabinetti ombra non abbiano usato il termine (il gabinetto ombra di Margareth Thatcher nel 1979). Il termine è stato usato in modo intercambiabile con "portavoce economico" dai Liberal-Democratici e dal principale partito di opposizione.

## Cancellieri ombra dello Scacchiere
| Nome | Nome              | Immagine     | Mandato           | Mandato           | Partito      |
| ---- | ----------------- | ------------ | ----------------- | ----------------- | ------------ |
|      | Rab Butler        |              | 10 dicembre 1950  | 26 ottobre 1951   | Conservatore |
|      | Hugh Gaitskell    |              | 26 ottobre 1951   | 14 dicembre 1955  | Laburista    |
|      | Harold Wilson     |              | 14 dicembre 1955  | 2 novembre 1961   | Laburista    |
|      | James Callaghan   |              | 2 novembre 1961   | 15 ottobre 1964   | Laburista    |
|      | Reginald Maudling |              | 15 ottobre 1964   | 16 febbraio 1965  | Conservatore |
|      | Edward Heath      |              | 16 febbraio 1965  | 11 novembre 1965  | Conservatore |
|      | Iain Macleod      |              | 11 novembre 1965  | 20 giugno 1970    | Conservatore |
|      | Roy Jenkins       |              | 20 giugno 1970    | 19 aprile 1972    | Laburista    |
|      | Denis Healey      |              | 19 aprile 1972    | 4 marzo 1974      | Laburista    |
|      | Robert Carr       |              | 4 marzo 1974      | 11 febbraio 1975  | Conservatore |
|      | Sir Geoffrey Howe |              | 11 febbraio 1975  | 4 maggio 1979     | Conservatore |
|      | Denis Healey      |              | 4 maggio 1979     | 8 dicembre 1980   | Laburista    |
|      | Peter Shore       |              | 8 dicembre 1980   | 31 ottobre 1983   | Laburista    |
|      | Roy Hattersley    |              | 31 ottobre 1983   | 13 luglio 1987    | Laburista    |
|      | John Smith        |              | 13 luglio 1987    | 24 luglio 1992    | Laburista    |
|      | Gordon Brown      | Gordon Brown | 24 luglio 1992    | 2 maggio 1997     | Laburista    |
|      | Ken Clarke        |              | 2 maggio 1997     | 11 giugno 1997    | Conservatore |
|      | Peter Lilley      |              | 11 giugno 1997    | 2 giugno 1998     | Conservatore |
|      | Francis Maude     |              | 2 giugno 1998     | 1º febbraio 2000  | Conservatore |
|      | Michael Portillo  |              | 1º febbraio 2000  | 18 settembre 2001 | Conservatore |
|      | Michael Howard    |              | 18 settembre 2001 | 6 novembre 2003   | Conservatore |
|      | Oliver Letwin     |              | 6 novembre 2003   | 10 maggio 2005    | Conservatore |
|      | George Osborne    |              | 10 maggio 2005    | 11 maggio 2010    | Conservatore |
|      | Alistair Darling  |              | 11 maggio 2010    | 8 ottobre 2010    | Laburista    |
|      | Alan Johnson      |              | 8 ottobre 2010    | 20 gennaio 2011   | Laburista    |
|      | Ed Balls          |              | 20 gennaio 2011   | 11 maggio 2015    | Laburista    |
|      | Chris Leslie      |              | 11 maggio 2015    | 12 settembre 2015 | Laburista    |
|      | John McDonnell    |              | 13 settembre 2015 | 5 aprile 2020     | Laburista    |
|      | Anneliese Dodds   |              | 5 aprile 2020     | 9 maggio 2021     | Laburista    |
|      | Rachel Reeves     |              | 9 maggio 2021     | 5 luglio 2024     | Laburista    |
|      | Jeremy Hunt       |              | 8 luglio 2024     | in carica         | Conservatore |